# Accidente tranviario del puente de Toledo

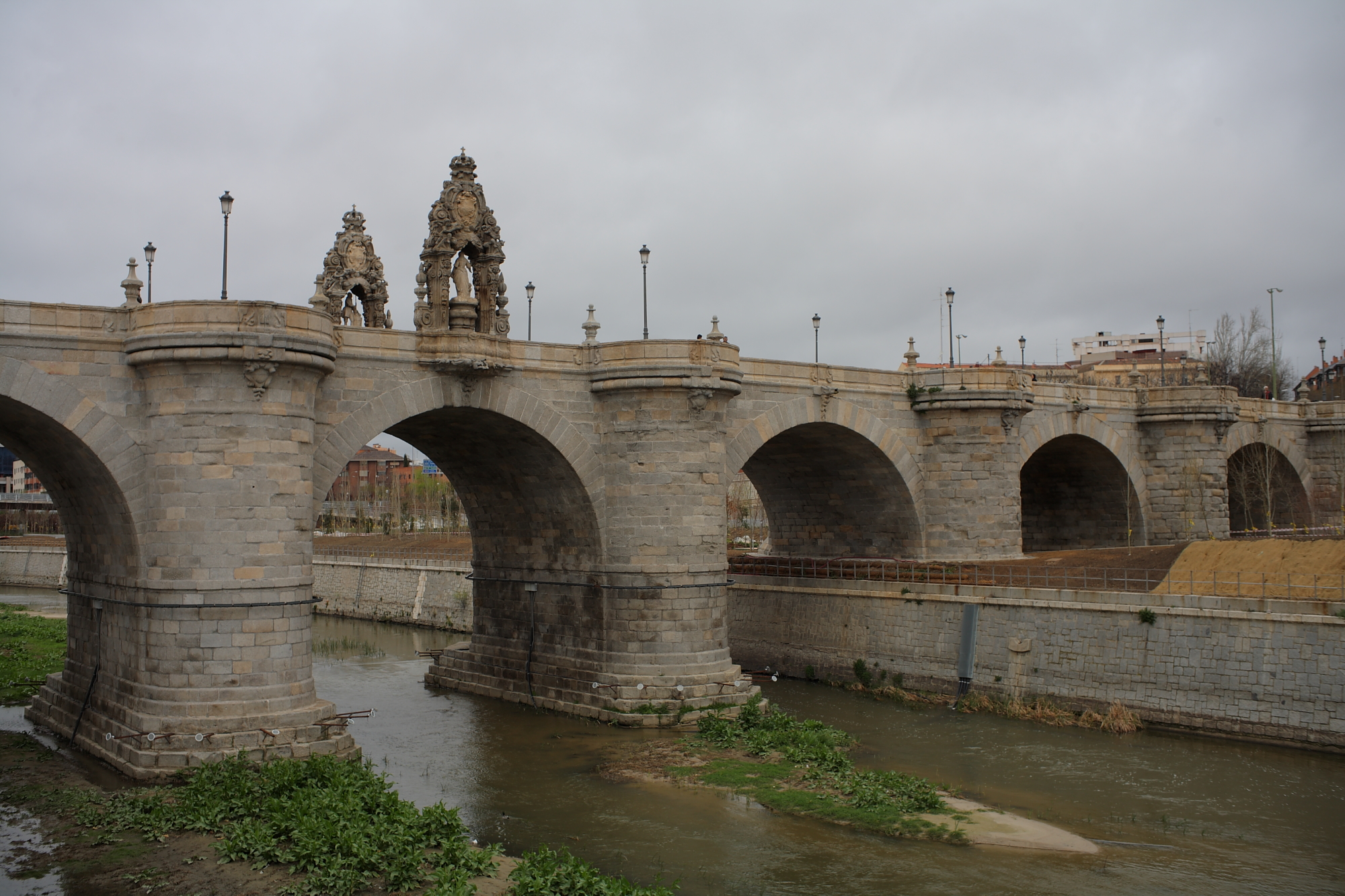
El puente de Toledo a mediados del era un importante nudo de transportes.

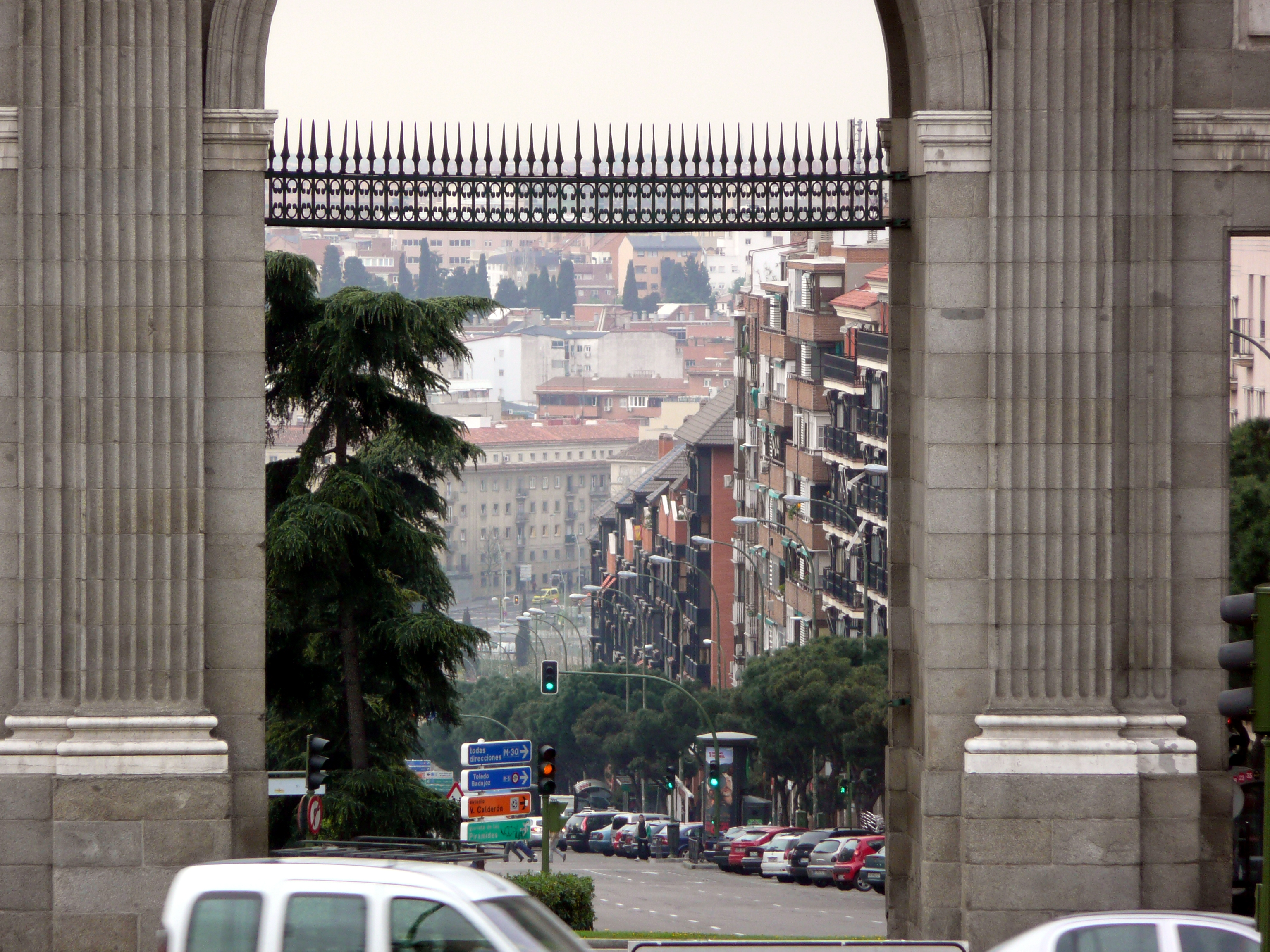
Detalle desde uno de los arcos de la puerta de Toledo en el que se ve la pronunciada bajada hasta el puente al fondo de la calle.

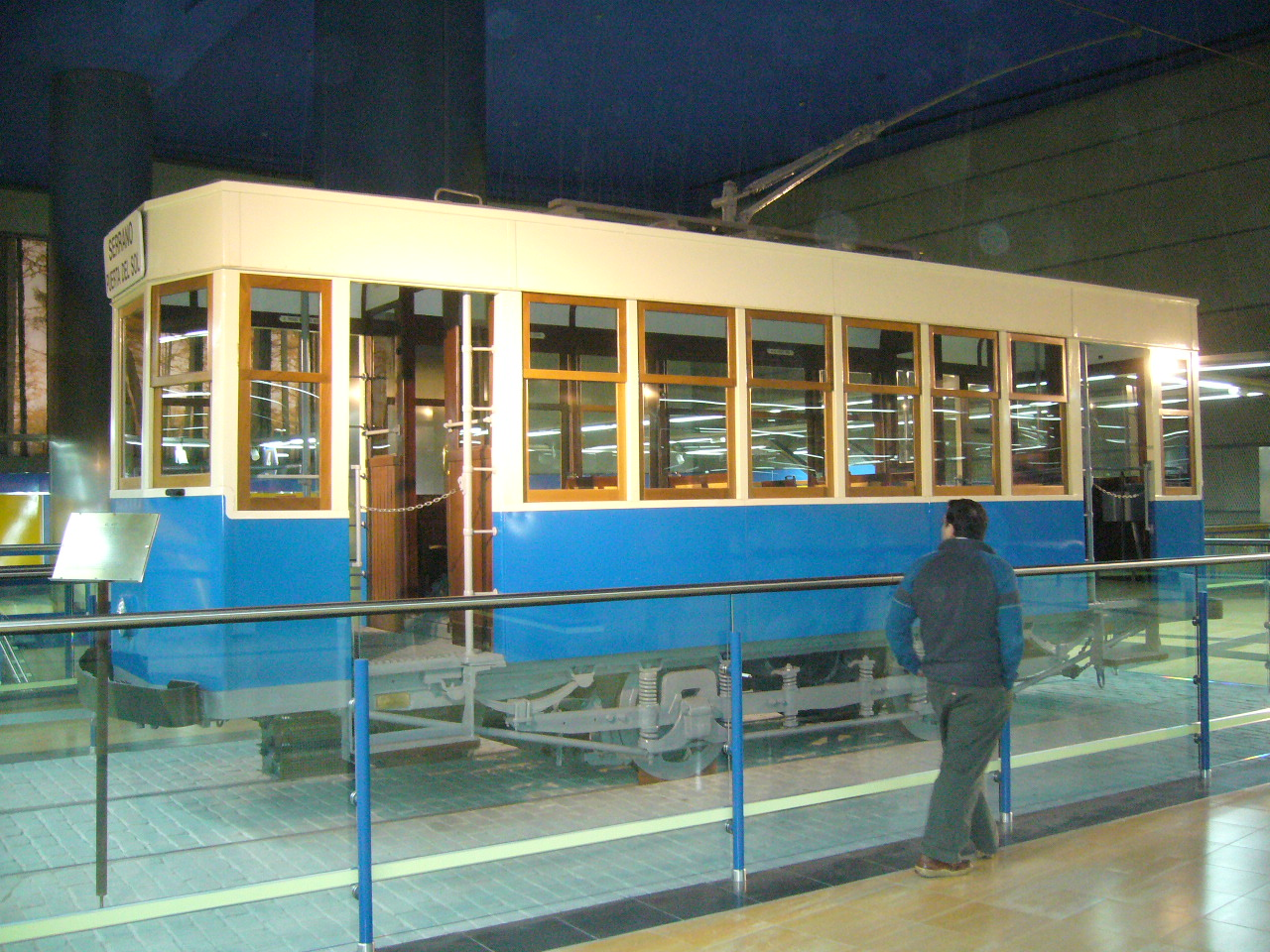
Modelo similar al siniestrado.

El accidente tranviario del puente de Toledo fue el suceso más grave ocurrido en la red tranviaria de Madrid. El miércoles 28 de mayo de 1952, a las 20:45 horas, se produce el accidente en la línea de Carabanchel (línea 31), en la margen izquierda del puente de Toledo (glorieta de Pirámides). El balance del siniestro fue de 15 muertos y 112 heridos, considerando el aforo del vehículo de 47 plazas, de ellas 16 sentadas. Una de las consecuencias políticas del suceso fue la destitución del alcalde de Madrid José Moreno Torres, y del director de la recientemente creada Empresa Municipal de Transportes de Madrid. El accidente tuvo mucha repercusión, pues afectó a varios vecinos del popular barrio de Carabanchel.

## Descripción del suceso
A mediados del siglo XX, el puente de Toledo sobre el río Manzanares era un importante punto de acceso a Madrid. La línea tenía su inicio en la plaza Mayor, bajaba por la pronunciada cuesta de la calle de Toledo, pasaba por la glorieta de Pirámides y terminaba en una rampa de acceso con escasa inclinación, que mediante el tablero del puente conectaba con la glorieta del Marqués de Vadillo. La estrechez de esta rampa era un punto problemático que había tenido con antelación incidentes. Asimismo, era frecuente que el tranvía bajara por la calle de Toledo con velocidad creciente, moderando su paso en el tablero del puente de Toledo, e iniciando su frenado en la rampa de ascenso del calle del General Ricardos al otro lado del río.
El suceso fue causado por la pérdida de frenos bajando el último tramo en cuesta de la calle de Toledo; el vehículo sin control acabó descarrilando en la glorieta de las Pirámides a la entrada del puente de Toledo, precipitándose sobre el pretil y cayendo desde una altura de ocho metros sobre una zona de huertas próxima al río Manzanares en su margen izquierda. El tranvía iba con el aforo sobrepasado, lo que provocó un gran número de víctimas. Algunos de los pasajeros iban colgados de los estribos. El balance del siniestro fue de 15 muertos y 112 heridos, entre ellos el del conductor. La pérdida de frenos hizo que no se respetara la parada existente en la glorieta de las Pirámides.
Los heridos fueron destinados a diversas casas de socorro del barrio de Arganzuela, así como a hospital provincial de Madrid ubicado en Atocha. De los quince fallecidos, uno de ellos quedó sin identificar durante una semana. Para mantener el servicio de transporte se tuvo que desviar a puentes adyacentes un servicio temporal. El servicio tranviario de la línea 31 quedó restablecido en agosto de este mismo año. 
La Empresa Municipal de Transportes de Madrid, estaba a cargo de la línea 31 era Westinghouse Rail Systems. Se puso en duda que el mantenimiento de los vehículos fuera el adecuado. El propio tranvía afectado, el 135, ya se había sometido a diversas operaciones de mantenimiento específicos de los frenos hidráulicos. Una de las consecuencias políticas del suceso fue la destitución del alcalde de Madrid José Moreno Torres, así como del director de la recientemente creada Empresa Municipal de Transportes de Madrid por responsabilidad civil en el accidente.